# Robert Saint-Pé
Robert Camille Saint-Pé (né le 16 juillet 1899 à Bordeaux et mort le 13 juin 1988 à Mont-de-Marsan) est un athlète français, spécialiste du lancer du marteau.

## Biographie
Dixième des Jeux olympiques de 1924, il se classe huitième des championnats d'Europe de 1938.
Il remporte huit titres de champion de France du lancer du marteau en 1926, 1928, 1931, 1932, 1933, 1934, 1935 et 1936.
En 1928, il est sélectionné pour un match France-Italie-Suisse.
Il établit sept records de France du lancer du marteau : le premier le 9 juin 1924 à Paris avec 37,04 m et le dernier le 22 septembre 1935 à Turin avec 46,15 m.